# راسموس كواد
راسموس كواد (بالدنماركية: Rasmus Quaade)‏ (و. 1990  م) هو راكب دراجة هوائية، من الدنمارك، ولد في كوبنهاغن، شارك في الألعاب الأولمبية الصيفية 2012، وركوب الدراجات في الألعاب الأولمبية الصيفية 2016.

## سباقات أو مراحل فاز بها
| التاريخ        | السباق                                                                       | المركز                  |
| -------------- | ---------------------------------------------------------------------------- | ----------------------- |
| 02 يوليو 2009  | 2009 European Road Cycling Championships Men U23 ITT                         |                         |
| 12 سبتمبر 2010 | 2010 Chrono Champenois Masculin International                                | الفائز في التصنيف العام |
| 01 يناير 2011  | سباق الزمن تحت 23 سنة في بطولة العالم 2011                                   |                         |
| 11 سبتمبر 2011 | 2011 Chrono Champenois Masculin International                                |                         |
| 10 أغسطس 2012  | 2012 European Road Cycling Championships Men U23 ITT                         | الفائز في التصنيف العام |
| 09 سبتمبر 2012 | 2012 Chrono Champenois Masculin International                                |                         |
| 14 سبتمبر 2014 | 2014 Chrono Champenois Masculin International                                | الفائز في التصنيف العام |
| 08 مايو 2016   | أربعة أيام من دونكيرك 2016                                                   | التاسع في التصنيف العام |
| 23 يونيو 2016  | بطولة الدنمارك لسباق الدراجات ضد الساعة 2016                                 | الرابع في التصنيف العام |
| 12 أغسطس 2016  | ركوب الدراجات في الألعاب الأولمبية الصيفية 2016 – سباق المطاردة لفرق الرجال" |                         |
| 30 أبريل 2017  | سكايف لوبيت 2017                                                             | العاشر في التصنيف العام |
| 13 مايو 2017   | 2017 Scandinavian Race Uppsala                                               |                         |
| 28 مايو 2017   | 2017 Flèche du Sud                                                           |                         |
| 11 يونيو 2017  | 2017 Ronde de l'Oise                                                         |                         |
| 24 مارس 2018   | لوار أتلانتيك الكلاسيكي 2018                                                 | الفائز في التصنيف العام |
| 23 سبتمبر 2018 | 2018 Duo Normand                                                             | الفائز في التصنيف العام |
| 18 أغسطس 2019  | فيين روندت 2019                                                              | الفائز في التصنيف العام |
| 15 سبتمبر 2019 | 2019 Duo Normand                                                             | الفائز في التصنيف العام |

## روابط خارجية
- راسموس كواد على موقع الاتحاد الدولي للدراجات (الإنجليزية)
- راسموس كواد على موقع أرشيف الدراجات (الإنجليزية)
- راسموس كواد على موقع إحصائيات الدراجات الإحترافية (الإنجليزية)
- راسموس كواد على موقع نسبة الدراجات (الإنجليزية)
- راسموس كواد على موقع CycleBase (الإنجليزية)
- راسموس كواد على موقع أوليمبيديا (الإنجليزية)